# Cryptochironomus dimidiatus
Cryptochironomus dimidiatus är en tvåvingeart som beskrevs av Jean-Jacques Kieffer 1924. Cryptochironomus dimidiatus ingår i släktet Cryptochironomus och familjen fjädermyggor.
Artens utbredningsområde är Tyskland. Inga underarter finns listade i Catalogue of Life.